# Jacqueline Piatigorsky
Jacqueline Rebecca Louise Piatigorsky - de Rothschild (Parijs, 6 november 1911 – Los Angeles, 15 juli 2012) was een Amerikaanse van Franse afkomst, die naambekendheid genoot als schaakspeelster, schaakmecenas, tennisspeelster, auteur en beeldhouwster. Ze was getrouwd met de cellist Gregor Pjatigorski.

## Jeugd en eerste huwelijk
Jacqueline was de dochter van de steenrijke Edouard Alphonse de Rothschild en Germaine Alice Halphen. Ze had een broer (Guy) en een zus (Bethsabée), maar de kinderen werden in Parijs opgevoed (in het Talleyrand Building, een gebouw dat nu deel is van de Amerikaanse ambassade), niet door hun ouders, maar door nannies. Op een bepaald ogenblik had haar zus een andere nanny dan zijzelf, maar daar de twee kindermeisjes elkaar haatten, zag ze haar zus gedurende een periode van drie jaar niet meer. Eén  positief aspect aan de nannies was dat ze van een van hen leerde schaken. Het gevolg van deze stiefmoederlijke opvoeding was dat ze opgroeide als een schuchter meisje en op 19-jarige leeftijd trouwde met de 12 jaar oudere uitgever Robert Calmann-Levy (1899-1982; de uitgeverij bestaat nog steeds), die verre familie van haar was. Het was geen gelukkig huwelijk. Later probeerde ze haar sociale kring uit te breiden door een schaakclub te bezoeken. Ze nam deel aan een simultaan tegen een grootmeester en nodigde hem uit voor enkele sessies om haar niveau op te krikken. Vijf jaar later, in 1935, strandde het huwelijk.

## Tweede huwelijk en emigratie
Twee jaar later hertrouwde ze met de befaamde cellist Gregor Pjatigorski (1903-1976). Dat werd wel een gelukkig huwelijk. Hun dochter Jephta werd in Frankrijk geboren in 1937. In 1940 kreeg de zwangere Jacqueline net voor de oorlogsverklaring van Frankrijk aan Duitsland de ingeving dat het niet meer veilig was in Frankrijk, en dat het gezin moest vluchten naar Amerika. Ze boekte tickets voor de boot vanuit Nantes, maar bij aankomst aldaar was de officiële oorlogsverklaring al bekendgemaakt. Na enkele dagen bang afwachten, koos de kapitein toch ervoor de overtocht te wagen en waren ze gered.

## Eerste jaren in Amerika
Het gezin ging eerst wonen in Elizabethtown, New York; hier werd hun zoon Joram geboren (1940). In Elizabethtown woonde ook de vioolspeler Louis Persinger, die een behoorlijk schaker was en haar in vriendschappelijke partijtjes telkens versloeg. Ze kreeg een openingsboek van hem en begon voor het eerst echt het schaakspel te bestuderen. Maar omdat schaken nu niet ’s werelds favoriete hobby is, nam ze ook deel aan een correspondentie-toernooi. Hierin werd ze verdienstelijk tweede met 5/6. Haar hoge sociale status en de connecties via haar man bezorgden haar schaakpartijtjes tegen Marcel Duchamp en Prokofiev. Via de schaakrubriek in de krant kwam ze in contact met Herman Steiner. Ze bezocht zijn schaakclub (boven de garage in zijn huis) en nam voor het eerst deel aan een echt schaaktoernooi. Ze behield contact met Steiner, die haar schaakontwikkeling verder hielp als coach. Mede door zijn relaties, kon ze deelnemen aan het NK voor vrouwen in Manhattan – waar ze niet slecht presteerde – vooral tactisch was ze gevaarlijk (in 1955 won ze de schoonheidsprijs in het NK, een voor haar succesvol NK met een vierde plaats met 8/11). Later verhuisden ze naar Philadelphia voor enkele jaren, om zich uiteindelijk in Californië te vestigen (1949). Hier gaf haar man les aan de University of Southern California. Na de dood van Herman Steiner in 1955, richtte ze de Steiner schaakclub op en steunde de jeugdwerking ervan in grote mate.

## Schaakcarrière
In 1957 vertegenwoordigde ze zelfs de USA op bord twee van de allereerste Olympiaden voor vrouwen (in het Nederlandse Emmen). Samen met haar teamgenote (en Amerikaanse schaaklegende) Gisela Kahn Gresser speelde ze een goed toernooi (beiden haalden 7,5/11 en een individuele bronzen medaille); Amerika werd tweede in de tweede finalegroep, na Roemenië. Ze bleef spelen in de zestiger jaren en was lange tijd de beste speelster van Californië (en de tweede hoogst gerangschikte van de USA). Ze nam diverse keren deel aan het NK, maar kon nooit de titel bemachtigen, hoewel ze er één keer heel dichtbij was (ze stond gewonnen in de beslissende partij, maar speelde de winnende zet niet, omdat ze haar eigen analyses niet vertrouwde). In de 2011 Chessbase-databank zit er slechts één volledige partij van haar (op chessgames staan er een zestal), een remise tegen Kertesz uit de Olympiade van 1957. Ze had de partij kunnen winnen, maar eenmaal de kans verkeken, moest ze aan de noodrem trekken en naar een remise door eeuwig schaak vluchten.

## Schaakmecenas
Hoewel ze haar eigen schaakcarrière niet meteen liet doodbloeden, richtte ze haar aandacht vanaf de zestiger jaren ook op het organiseren en sponsoren van toernooien. Zo zorgde ze voor de sponsoring van de beruchte match tussen Robert Fischer en Samuel Reshevsky in 1961. De match Fischer-Reshevsky werd vroegtijdig afgebroken bij een 5,5-5,5 score. Fischer was niet akkoord met een bepaalde speeldatum, maar het is mogelijk dat hij verwacht had dat hij vlot van Reshevsky ging winnen en hij het risico op een gelijkspel – of erger, een nederlaag – niet wilde lopen. Piatigorsky en Fischer waren daarna niet on speaking terms, waardoor Fischer niet uitgenodigd werd voor het eerste Piatigorsky-toernooi (1963), dat door Tigran Petrosian en Paul Keres werd gewonnen. Tegen 1966 was het meningsverschil weer bijgelegd en nam Fischer wel deel aan het tweede (en bekendere) toernooi, dat in Santa Monica gehouden werd. Boris Spassky won dit toernooi, voor Fischer, die een abominabele eerste ronde goedmaakte door bijna alles in de tweede ronde te winnen. Ook de play-off na het interzonaal toernooi van 1968 (dat Reshevsky zag doorstoten naar de kandidatenmatchen) was mogelijk door haar steun.

## Later leven
Na haar veertigste ontwikkelde ze ook een interesse voor beeldhouwen. Ze nam lessen van Anthony Amato en kreeg een eerste tentoonstelling van haar werk in 1976. Ze bleef schaken tot het einde van de zeventiger jaren. Daarna – al een eind in de vijftig – focuste ze haar aandacht op tennis. Zo won ze met haar zoon Joram een moeder-zoontoernooi in Californië, maar vooral won ze diverse nationale kampioenschappen in haar leeftijdsklasse. Ze had een uitstekende gezondheid en bleef tennissen tot ze 92 was. Piatigorsky overleed thuis aan de gevolgen van een longontsteking.
Naast haar schaak- en tennispassie was ze ook een mecenas op kunstgebied. In 1985 stelde ze voor de New England Conservatory of Music een geldsom ter beschikking om een "New England Conservatory / Piatigorsky Artist Award" uit te reiken aan muzikanten, om hen te ondersteunen op vlak van stages en carrièremogelijkheden.